# Список глав государств в 1101 году
Список глав государств в 1100 году — год — Список глав государств в 1102 году — Список глав государств по годам

## Азия
- Аббасидский халифат — Аль-Мустазхир Биллах, халиф (1094 — 1118)
- Анатолийские бейлики —
  - Артукиды — Муин ад-дин Сокмен I, эмир (1098 — 1105)
  - Данишмендиды — Данишменд Гази, эмир (1071 — 1104)
  - Иналогуллары — Ибрагим, эмир (1098 — 1110)
  - Менгджуки (Менгучегиды) — Исхак, бей (1090 — 1120)
  - Салтукиды — Салтук I, эмир (1072 — 1102)
  - Шах-Армениды — Сукман I ал-Кутби, эмир (1100 — 1112)
- Антиохийское княжество — Боэмунд I, князь (1098 — 1111)
- Армения —
  - Киликийское царство — Костандин I, князь (1095 — 1100/1102/1103)
  - Сюникское царство — Григор II Сенекеримян, царь (1096 — 1166)
  - Ташир-Дзорагетское царство — 
    - Давид II, царь (1089 — 1118)
    - Аббас I, царь (1089 — 1118)
- Восточно-Караханидское ханство — Харун II Богра-хан, хан (1075 — 1102)
- Газневидское государство — Масуд III, султан (1099 — 1115)
- Грузинское царство — Давид IV Строитель, царь (1089 — 1125)
- Гуриды — Изз уд-Дин Хусайн, малик (1100 — 1146)
- Дайвьет — Ли Нян Тонг, император[англ.] (1072 — 1127)
- Дали (Дачжун) — Дуань Чжэнчунь, король (1096 — 1108)
- Западно-Караханидское ханство — Джибраил Кадыр-хан, хан (1098 — 1102)
- Западное Ся — Чунцзун (Ли Ганьчунь), император (1086 — 1139)
- Иерусалимское королевство — Балдуин I, король (1100 — 1118)
- Индия —
  - Восточные Ганги[англ.] — Анантаварман Чодагнга, царь[англ.] (1078 — 1147)
  - Западные Чалукья[англ.] — Трибхуванамалла Викрамадитья VI, махараджа (1077 — 1127)
  - Калачури[нем.] — Ясахкарна, раджа[нем.] (1072 — 1125)
  - Качари[англ.] — Гиридхар, царь[англ.] (ок. 1100 — ок. 1125)
  - Кашмир (Лохара) — 
    - Харша, царь[англ.] (1089 — 1101)
    - Уккала, царь[англ.] (1101 — 1111)

  - Одиша (Орисса) — Карнедева, махараджа[англ.] (1090 — 1110)
  - Пала — Рамапала, царь (1077 — 1130)
  - Парамара[англ.] — Наравармандева, махараджа[англ.] (1094 — 1134)
  - Сена — Виджая Сена, раджа (1096 — 1159)
  - Соланки — Джаясимха Сиддхараджа, раджа (1093 — 1143)
  - Хойсала — Эреянга, перманади (1098 — 1102)
  - Чандела — Саллакшанаварман, раджа (1100 — 1117)
  - Чера — Рама Варма Кулашекхара, махараджа (1090 — 1102)
  - Чола — Кулоттунга Чола I, махараджа (1070 — 1120)
  - Ядавы (Сеунадеша) — Парамадэва, махараджа (1085 — 1105)
- Иран —
  -  Баванди — Шахрияр IV, испахбад (1074 — 1114)
- Йемен —
  - Зурайиды — Зурай, амир (1084 — 1110)
  - Наджахиды — Джайаш бин Наджах, амир (1089 — ок. 1107)
  -  Сулайхиды — Арва бинт Ахмад, эмир (1086 — 1138)
  -  Хамданиды — Хатим I бин аль-Гашим, султан (1099 — 1109)
- Китай (Империя Сун) — Хуэй-цзун (Чжао Цзи), император (1100 — 1125)
- Кхмерская империя (Камбуджадеша) — Нрипатиндраварман, император (1080 — 1113)
- Кахетия — Квирике IV, царь[англ.] (1084 — 1102)
- Конийский (Румский) султанат — Кылыч-Арслан I, султан (1092 — 1107)
- Корея (Корё)  — Сукчон, ван (1095 — 1105)
- Лемро — Мин Пати, царь[англ.] (1100 — 1103)
- Ляо — 
  - Дао-цзун, император (1055 — 1101)
  - Тяньцзо-ди, император (1101 — 1125)
- Паган — Кванзитта, царь[англ.] (1084 — 1112/1113)
- Полоннарува — Вийябаху I, царь (1056 — 1110)
- Сельджукская империя — Баркиярук, великий султан (1094 — 1105)
  - Султанат Алеппо — Радван, султан (1095 — 1113)
  - Арран — Гийас ад-Дунийа ва-д-Дин Абу Шуджа Мухамад ибн Малик-шах, амир (1092—1104)
  - Дамасский эмират — Дукак, эмир[англ.] (1095 — 1104)
  - Керманский султанат — 
    - Амиран-шах, султан (1097 — 1101)
    - Арслан-шах I, султан (1101 — 1142)
- Сунда — Ланглангбхуми, махараджа (1064 — 1154)
- Тямпа — Джайя Индраварман II, князь (1080 — 1081, 1086 — 1114)
- Государство Хорезмшахов — Кутб ад-Дин Мухаммед I, хорезмшах (1097 — 1127)
- Шеддадиды (Анийский эмират) — Манучихр ибн Шавур I, эмир (1072 — 1118)
- Ширван — Минучихр II, ширваншах (1096 — 1106)
- Эдесское графство — Балдуин II, граф (1100 — 1118)
- Япония — Хорикава, император (1087 — 1107)

## Африка
- Альморавиды — Юсуф ибн Ташфин, эмир (1086 — 1106)
- Гана — Банну Бубу, царь (1100 — 1120)
- Гао — Фададьо, дья (ок. 1090 — ок. 1120)
- Зириды — Тамим Абу Йахья ибн аль-Муизз, эмир (1062 — 1108)
- Канем — Дунама II, маи (1098 — 1150)
- Макурия — Василий, царь (ок. 1089 — ок. 1130)
- Нри[англ.] — Намоке, эзе[англ.] (1090 — 1158)
- Фатимидский халифат — 
  - Аль-Мустали Биллах, халиф (1094 — 1101)
  - Аль-Амир Биахкамиллах, халиф (1101 — 1130)
- Хаммадиды — Мансур ибн Насир, султан (1088 — 1104)
- Эфиопия — Кедус Гарбе, император (1079 — 1109)

## Европа
- Англия — Генрих I, король (1100 — 1135)
- Венгрия — Кальман I Книжник, король (1095 — 1116)
- Венецианская республика — Витале I Микель, дож (1095 — 1102)
- Византийская империя — Алексей I Комнин, император (1081 — 1118)
- Дания — Эрик I, король (1095 — 1103)
- Ирландия — 
  - Домналл Уа Лохлайнн, верховный король (1086 — 1101)
  - Муйрхертах Уа Бриайн, верховный король (1101 — 1119)
  - Айлех — Домналл Уа Лохлайнн, король (1083 — 1121)
  - Дублин — Домнал мак Муйрхертах Уа Бриайн, король (1094 — 1102, 1103 — 1118)
  - Коннахт — Домналл III, король (1097 — 1102)
  - Лейнстер — Доннхад IV, король (1098 — 1115)
  - Миде — 
    - Доннхад мак Мурхада Уа Маэл Сехлайнн, король (1094 — 1105)
    - Конхобар мак Маэл Сехлайнн Уа Маэл Сехлайнн, король (1094 — 1105)

  - Мунстер — Муйрхертах Уа Бриайн, король (1086 — 1114, 1115 — 1116, 1118 — 1119)
  - Ольстер — Эохайд мак Дуйнн Слейбе, король (1095 — 1099, 1099 — 1108)
- Испания —
  - Альбаррасин (тайфа) — Абу Марван Абд аль-Малик ибн Расин, эмир (1045 — 1103)
  - Ампурьяс — Уго II, граф (ок. 1078 — ок. 1116)
  - Арагон — Педро I, король (1094 — 1104)
  - Барселона — Рамон Беренгер III Великий, граф (1097 — 1131)
  - Бесалу — Бернардо III, граф (1100 — 1111)
  - Кастилия и Леон — Альфонсо VI Храбрый, король, император Испании (1077 — 1109)
  - Конфлан и Серданья — Гильом II Журден, граф (1095 — 1109)
  - Майорка (тайфа) — Мубассир, эмир (1093 — 1114)
  - Наварра — Педро I, король (1094 — 1104)
  - Пальярс Верхний — Артау (Артальдо) II, граф (1082 — ок. 1124)
  - Пальярс Нижний — 
    - Пере Рамон I, граф (ок. 1098 — ок. 1112)
    - Арно Рамон I, граф (ок. 1098 — ок. 1112)

  - Португалия — Генрих Бургундский, граф (1093 — 1112)
  - Сарагоса (тайфа) — Имад ад-даула Абд ал-Малик, эмир (1100 — 1119)
  - Урхель — Эрменгол V, граф (1092 — 1102)
- Италия —
  - Аверса — Ричард II, граф (1091 — 1105/1106)
  - Апулия и Калабрия — Рожер I Борса, герцог (1085 — 1111)
  - Гаэта — Ландульф, герцог[англ.] (1091 — 1103)
  - Капуя — Ричард II, князь (1091 — 1092, 1098 — 1105/1106)
  - Неаполь — Сергий VI, герцог (1082 — 1107)
  - Сицилия — 
    - Рожер I, великий граф (1072 — 1101)
    - Симон, великий граф (1101 — 1105)

  - Таранто — Боэмунд I, князь (1088 — 1111)
- Киевская Русь (Древнерусское государство) — Святополк Изяславич, великий князь Киевский (1093 — 1113)
  -  Волынское княжество — Ярослав Святополчич, князь (1100 — 1118)
  -  Звенигородское княжество — Ростислав Володаревич, князь (1092 — 1124)
  -  Муромское княжество — Ярослав Святославич, князь (1097 — 1123, 1127 — 1129)
  -  Новгород-Северское княжество — Олег Святославич, князь (1097 — 1115)
  -  Новгородское княжество — Мстислав Владимирович Великий, князь (1088 — 1094, 1095 — 1117)
  -  Перемышльское княжество — Володарь Ростиславич, князь (1092 — 1124)
  -  Переяславское княжество — Владимир Всеволодович Мономах, князь (1094 — 1113)
  -  Полоцкое княжество — 
    - Всеслав Брячиславич, князь (1044 — 1068, 1071 — 1101)
    - Давыд Всеславич, князь (1101 — 1127, 1128 — 1129)
    - Борис (Рогволод) Всеславич, князь (1101 — 1128)
    -  Витебское княжество — Святослав Всеславич, князь (1101 — 1129)
    -  Лукомское княжество — Ростислав Всеславич, князь (1101 — 1129)
    -  Минское княжество — Глеб Всеславич, князь (1101 — 1119)

  -  Смоленское княжество — Святослав Владимирович, князь (1097 — 1113)
  -  Теребовльское княжество — Василько Ростиславич, князь (1085 — 1124)
  -  Черниговское княжество — Давыд Святославич, князь (1097 — 1123)
- Норвегия — Магнус III Голоногий, король (1093 — 1103)
- Папская область — 
  - Пасхалий II, папа римский (1099 — 1118)
  - Теодорих, антипапа (1100 — 1102)
- Польша — Владислав I Герман, князь (1079 — 1102)
- Померания — Святобор, князь (ок. 1060 — 1106)
- Священная Римская империя — Генрих IV, император (1084 — 1105)
  - Австрийская (Восточная) марка — Леопольд III Святой, маркграф (1095 — 1136)
  - Бавария — 
    - Вельф I, герцог (1070 — 1077, 1096 — 1101)
    - Вельф II, герцог (1101 — 1120)

  - Бар — Тьерри I, граф (1093 — 1105)
  - Берг — Адольф I (III), граф (ок. 1101 — 1106)
  - Верхняя Лотарингия — Тьерри II Храбрый, герцог (1070 — 1115)
  - Вюртемберг — Конрад I, граф (1083 — 1110)
  - Гелдерн — Герхард I, граф (1096 — 1129)
  - Голландия — Флорис II Толстый, граф (1091 — 1121)
  - Каринтия — Генрих III, герцог (1090 — 1122)
  - Лимбург — Генрих I, граф (1082 — 1106)
  - Лувен — Готфрид I, граф (1095 — 1139)
  - Лужицкая (Саксонская Восточная) марка — Генрих I, маркграф (1081 — 1103)
  - Люксембург — Вильгельм I, граф (1096 — 1131)
  - Мейсенская марка — Генрих I, маркграф (1089 — 1103)
  - Монбельяр — Тьерри I, граф (ок. 1073 — 1105)
  - Монферрат — Гульермо IV, маркграф (1084 — 1111)
  - Намюр — Альберт III, граф (ок. 1063 — 1102)
  - Нижняя Лотарингия — Генрих II (Генрих I Лимбургский, герцог (1101 — 1106)
  - Ольденбург — Эгильмар I, граф (1088 — 1108)
  - Прованс —
    - Раймунд IV Тулузский, маркиз (1093 — 1105)
    - Герберга, графиня (ок. 1093 — 1112)

  - Рейнский Пфальц — Зигфрид I, пфальцграф (1095 — 1113)
  - Савойя — Гумберт II Сильный, граф (1080 — 1103)
  - Саксония — Магнус, герцог (1072 — 1106)
  - Северная марка — Лотарь Удо III фон Штаде, маркграф (1087 — 1106)
  - Сполето — Вернер II, герцог (1093 — 1119)
  - Тосканская марка — Матильда Тосканская, маркграфиня (1076 — 1115)
  - Чехия — Борживой II, князь (1100 — 1107, 1117 — 1120)
    - Брненское княжество — 
      - Борживой II, князь (1097 — 1101)
      - Ольдржих, князь (1092 — 1097, 1101 — 1113)

    - Зноемское княжество — 
      - Борживой II, князь (1097 — 1101)
      - Литольд, князь (1092 — 1097, 1101 — 1112)

    - Оломоуцкое княжество — 
      - Святополк, князь (1091 — 1109)
      - Ота II Чёрный, князь (1091 — 1110, 1113 — 1126)

  - Швабия — Фридрих I, герцог (1079 — 1105)
  - Штирия (Карантанская марка) — Отакар II, маркграф (1082 — 1122)
  - Эно (Геннегау) — Бодуэн III, граф (1098 — 1120)
  - Юлих — Герхард III, граф (1093 — 1128)
- Сербия —
  - Дукля — 
    - Константин Бодин, король (1081 — 1101)
    - Доброслав II, король (1101 — 1102)
    - Михайло II, король (1101 — 1102)

  - Рашка — Вукан, князь (1083 — 1112)
- Уэльс —
  - Гвинед — Грифид ап Кинан, король (1081 — 1137)
  - Поуис — 
    - Иорверт ап Бледин, король (1075 — 1103, 1110 — 1111)
    - Кадуган ап Бледин, король (1075 — 1113)
    - Маредид ап Бледин, король (1075 — 1102, 1116 — 1132)
- Франция — Филипп I, король (1060 — 1108)
  - Аквитания — Гильом IX Трубадур, герцог (1086 — 1126)
    - Арманьяк — Жеро II, граф (1061 — 1103)
    - Фезансак — Эмери II, граф (ок. 1064 — 1103)

  - Ангулем — Гильом V, граф (1087 — 1120)
  - Анжу — Фульк IV Решен, граф (1068 — 1109)
  - Блуа — Этьен II, граф (1089 — 1102)
  - Бретань — Ален IV Фержан, герцог (1084 — 1112)
    - Нант — Матье II, граф (1084 — 1103)
    - Ренн — Ален IV Фержан, граф (1084 — 1112)

  - Булонь — Евстахий III, граф (1088 — 1125)
  - Бургундия (герцогство) — Эд I, герцог (1079 — 1103)
  - Бургундия (графство) — 
    - Этьен I, пфальцграф (1097 — 1102)
    - Гильом II, пфальцграф (1097 — 1125)

  - Вермандуа — Гуго I Великий, граф (1080 — 1102)
  - Макон — 
    - Этьен I Бургундский, граф (1085 — 1102)
    - Гильом II Бургундский, граф (1097 — 1125)

  - Мо и Труа — Гуго I, граф (1093 — 1102)
  - Мэн — Эли I, граф (1093 — 1110)
  - Невер — Гильом II, граф (1097 — 1148)
  - Нормандия — Роберт Куртгёз, герцог (1087 — 1106)
  - Овернь — Гильом VI, граф (ок. 1096 — 1136)
  - Руссильон — Гислаберт II, граф (1074 — 1102)
  - Тулуза — Раймунд IV, граф (1094 — 1105)
  - Фландрия — Роберт II, граф (1093 — 1111)
  - Фуа — Роже II, граф (1071 — 1124)
  - Шалон — Ги I, граф (1079 — 1113)
- Швеция — Инге I Старший, король (1079 — 1084, 1087 — 1105)
- Шотландия — Эдгар, король (1097 — 1107)

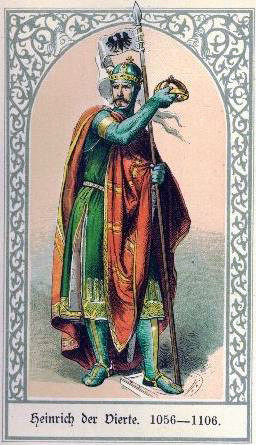
Генрих IV 1084-1105 Император Священной Римской империи
Филипп I 1060-1108 Король Франции
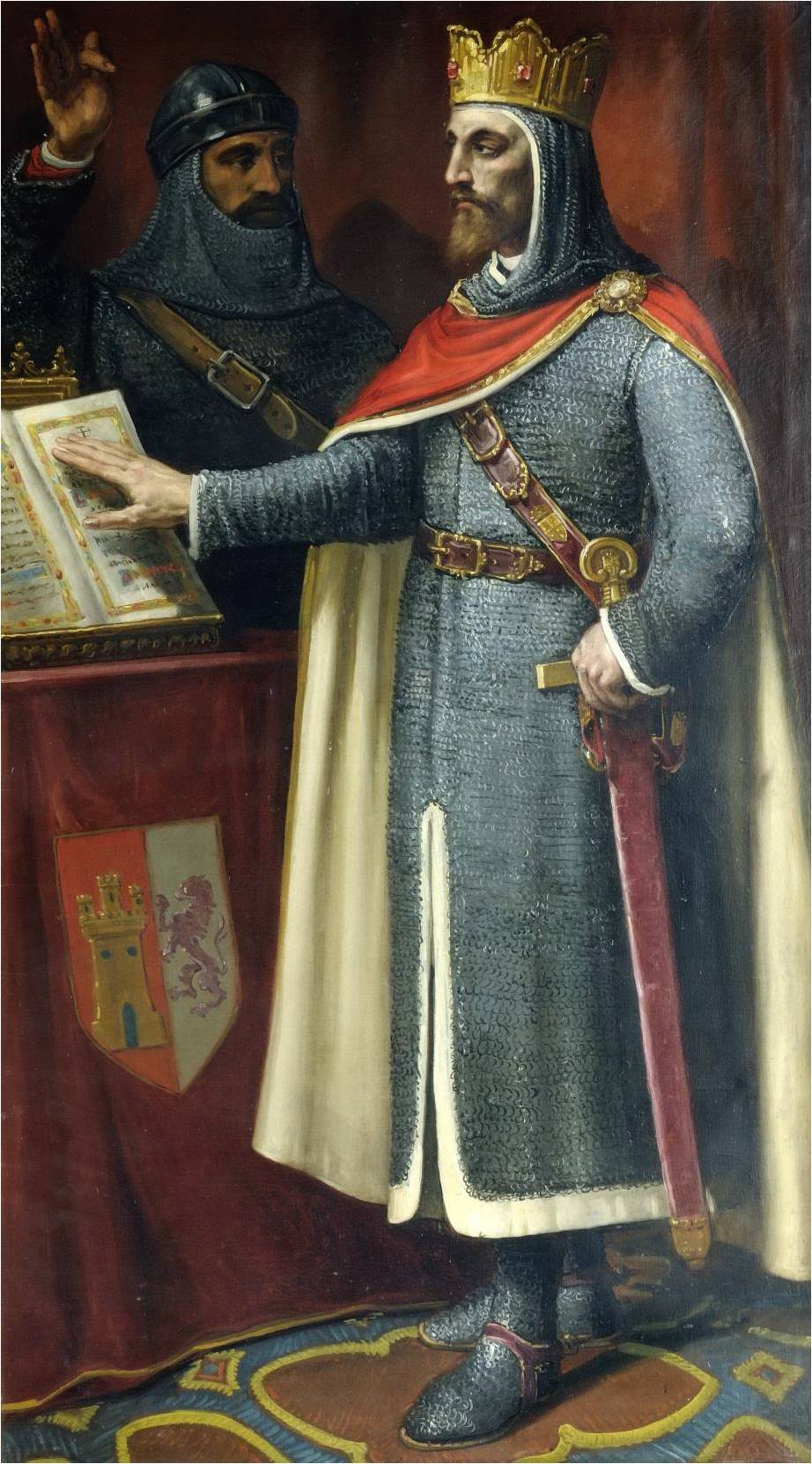
Альфонсо VI 1077-1109 Король Кастилии и Леона, император Испании
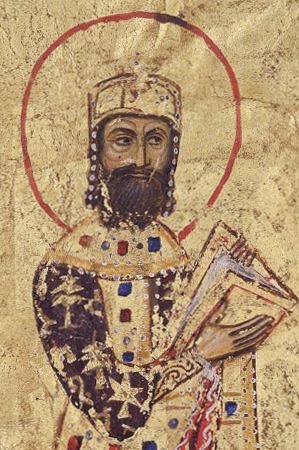
Алексей I Комнин 1081-1118 Император Византии
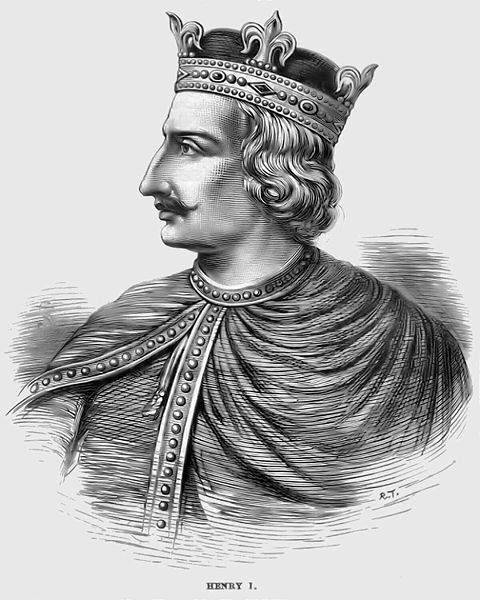
Генрих I 1000-1135 Король Англии
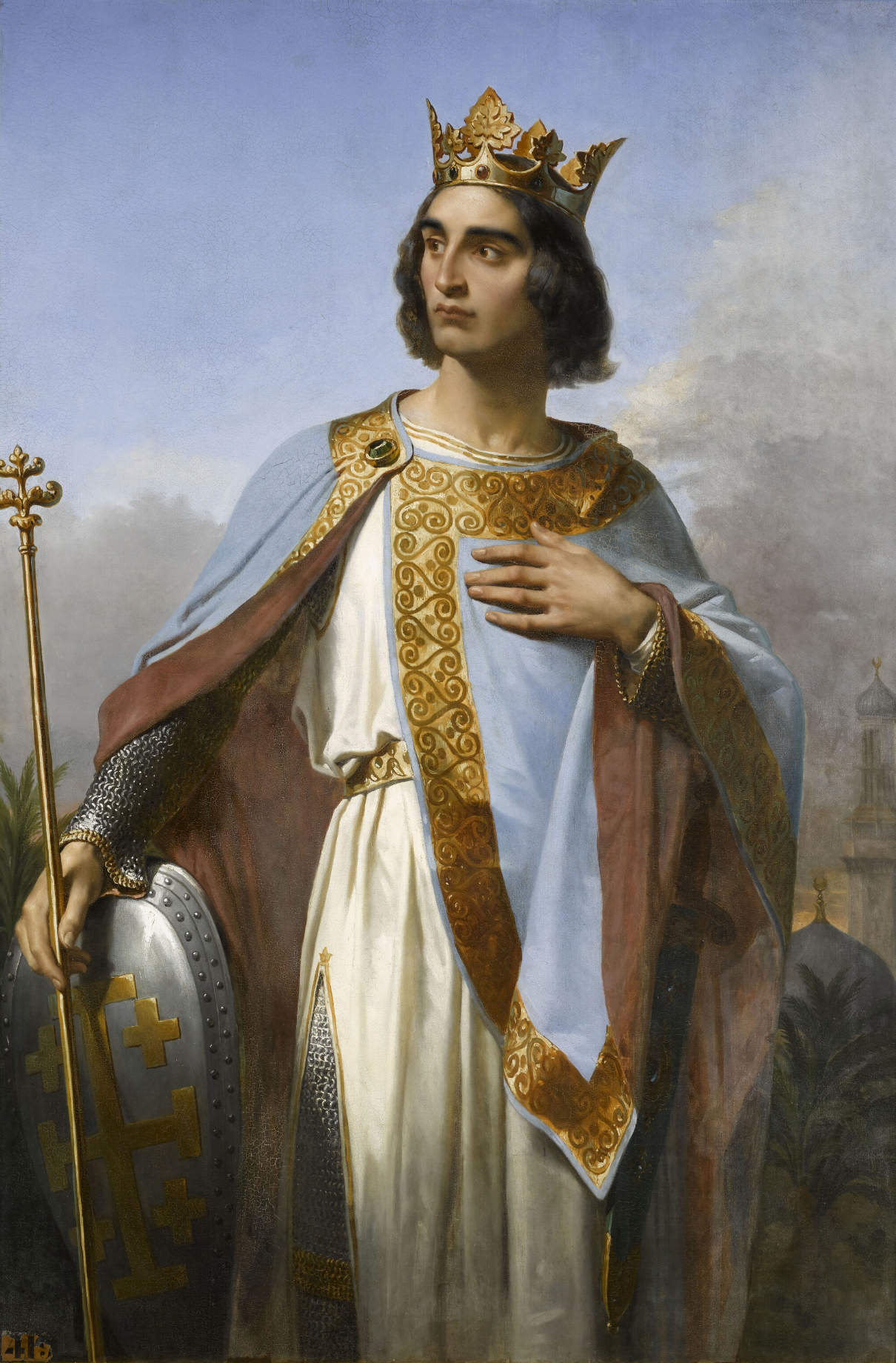
Балдуин I 1000-1118 Король Иерусалима
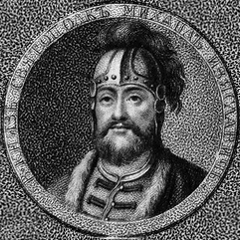
Святополк II Изяславич 1093-1113 Великий князь Киевский
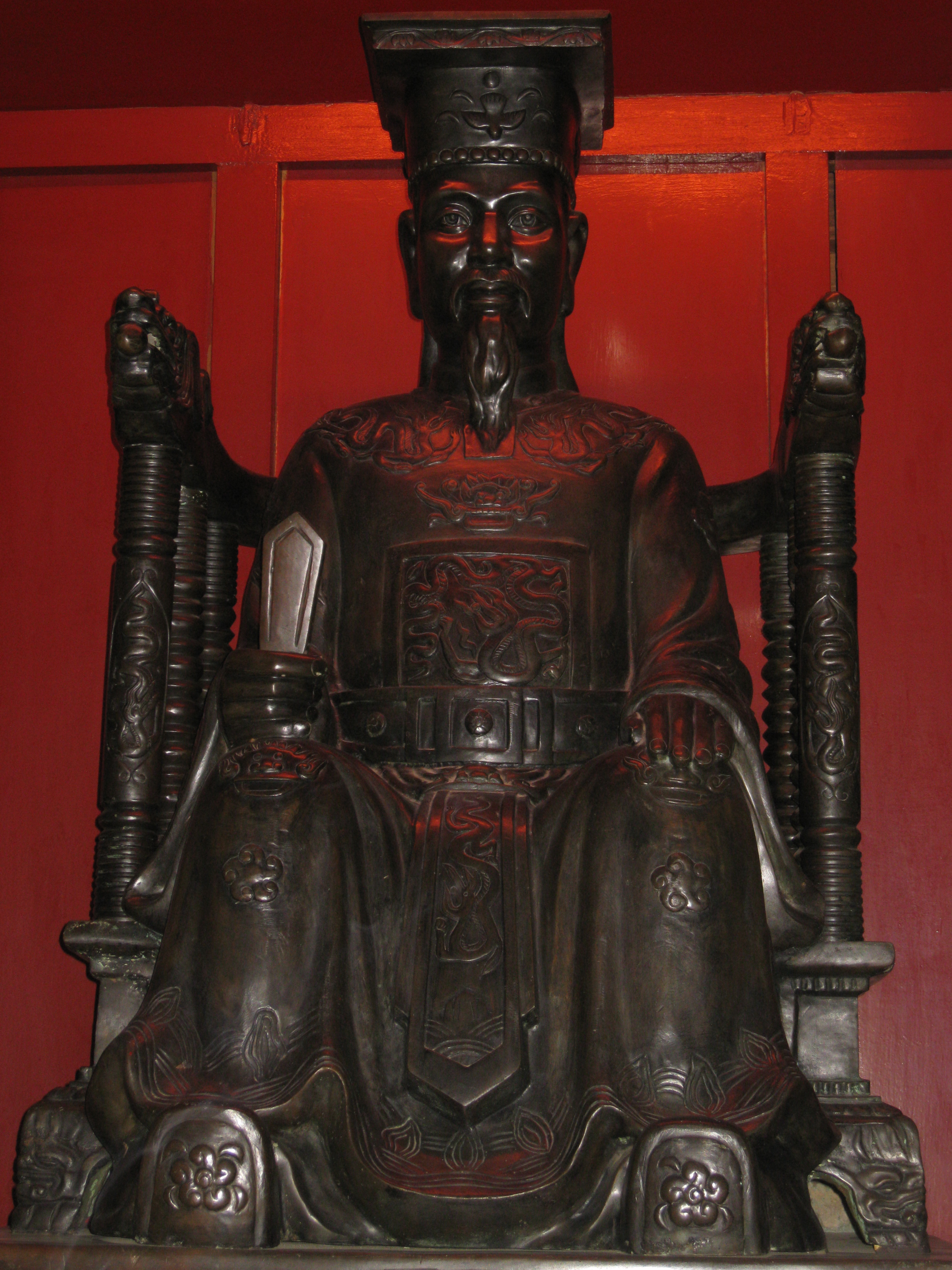
Ли Тхань Тонг 1072-1127 Император Дайвьета
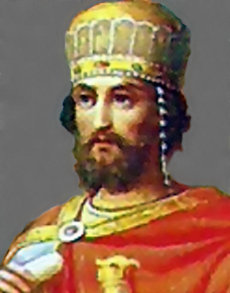
Давид IV Строитель 1089-1125 Царь Грузии
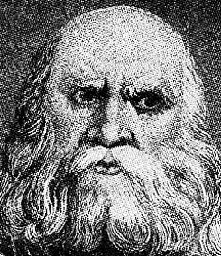
Домналл Уа Лохлайнн 1086-1101 Верховный король Ирландии
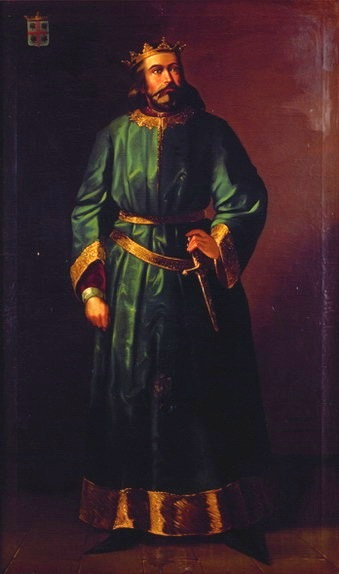
Педро I 1094-1104 Король Арагона и Наварры
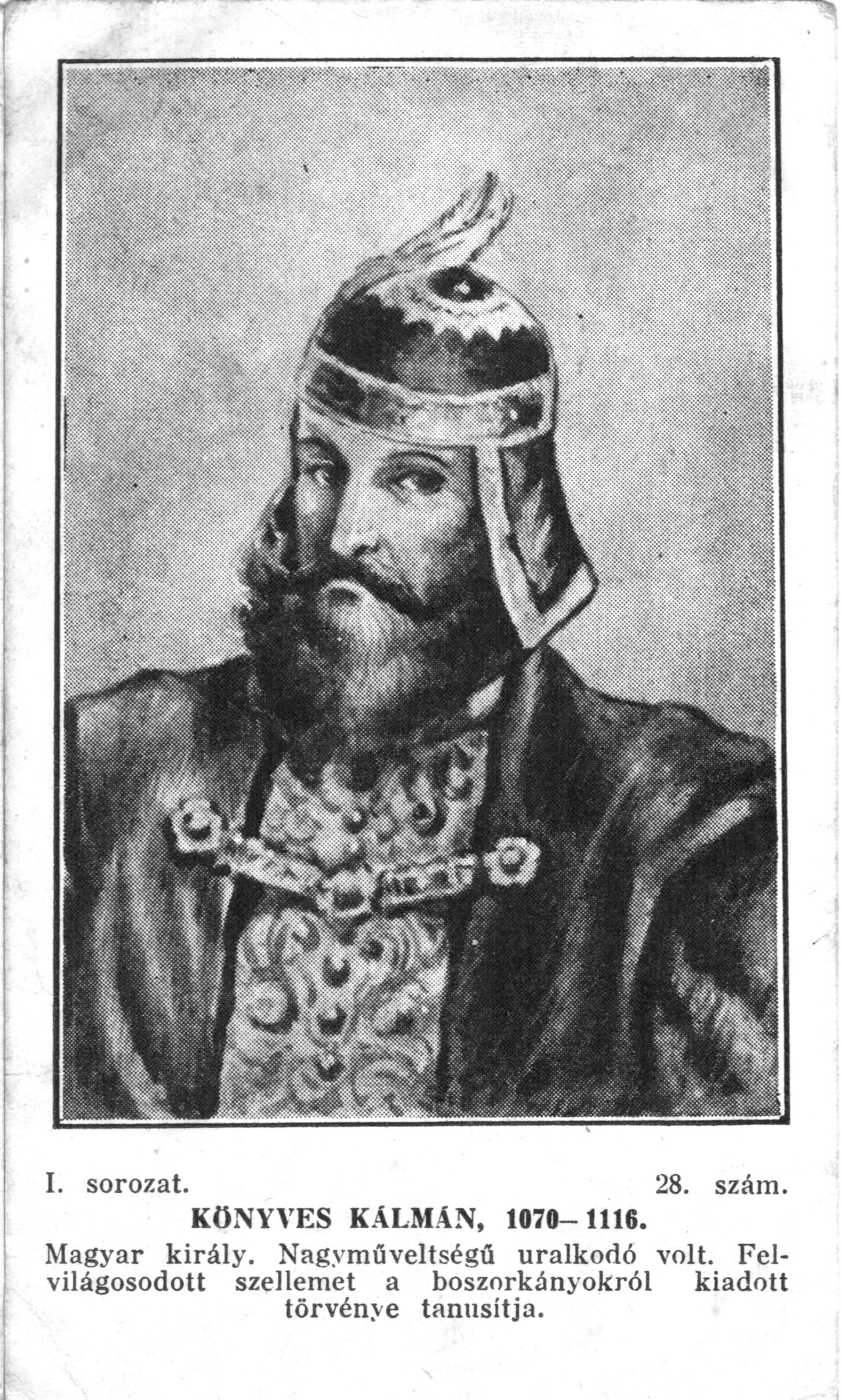
Кальман I Книжник 1095-1116 Король Венгрии
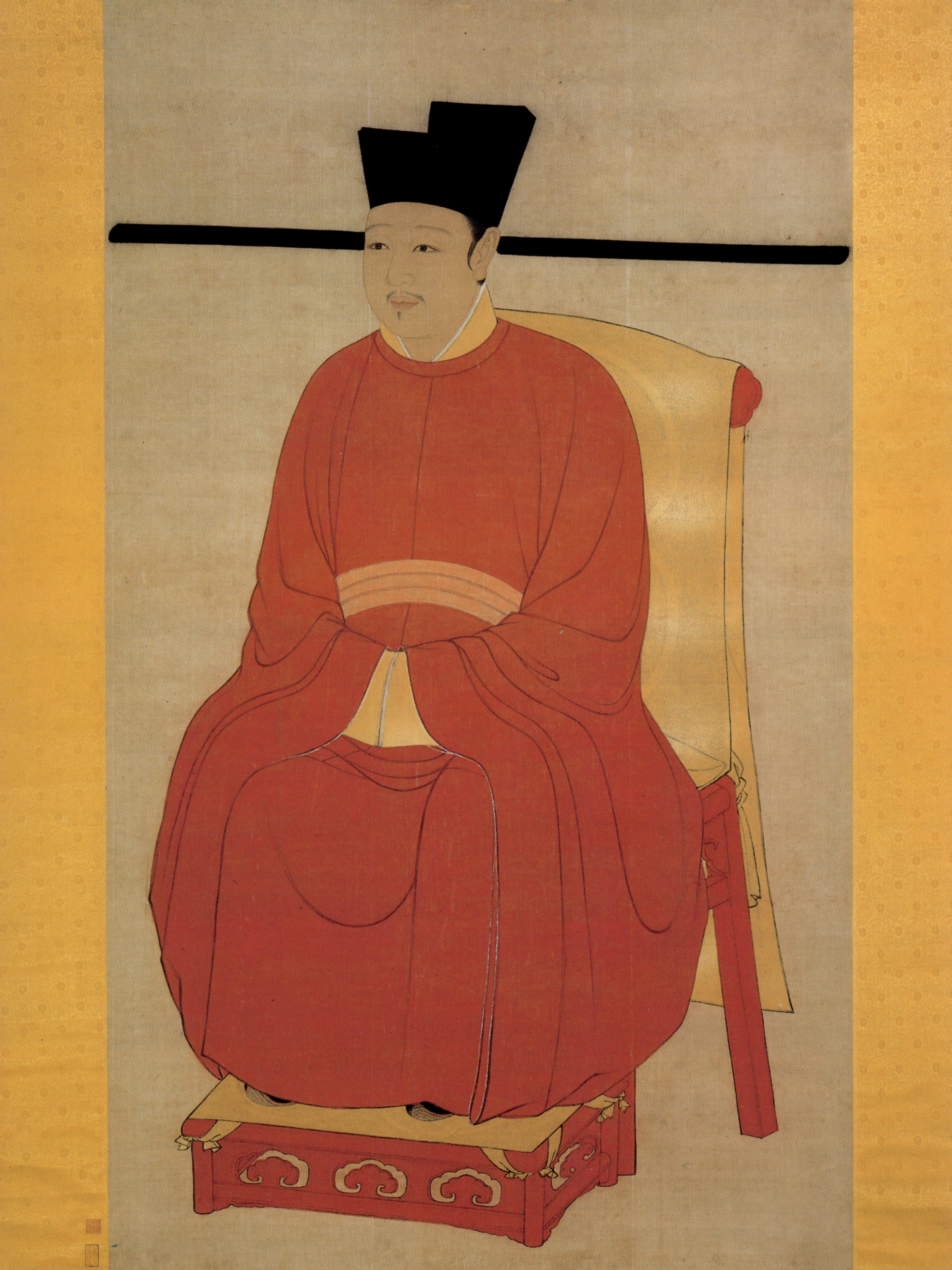
Хуэй-цзун 1000-1125 Император Китая
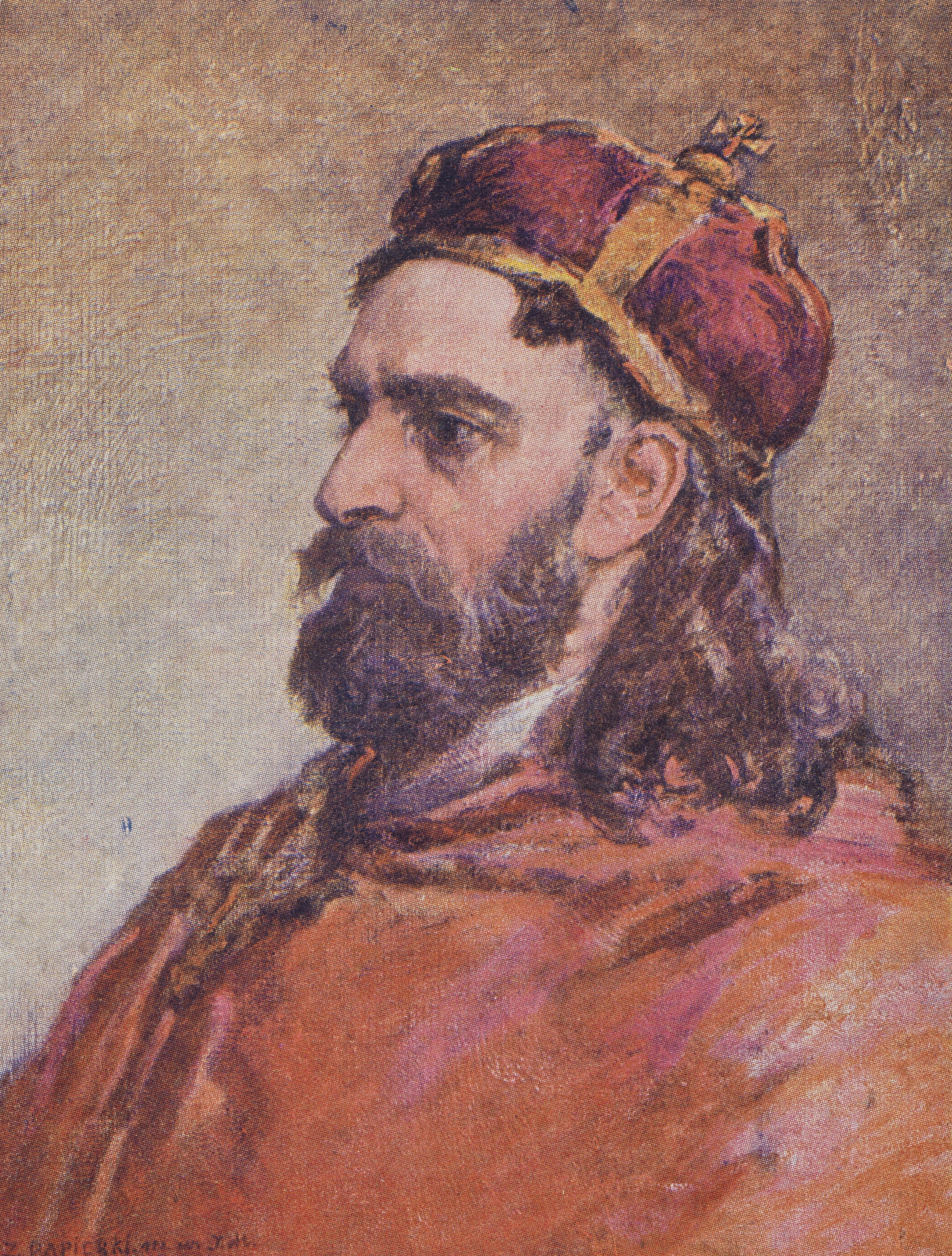
Владислав I Герман 1079-1102 Князь Польши
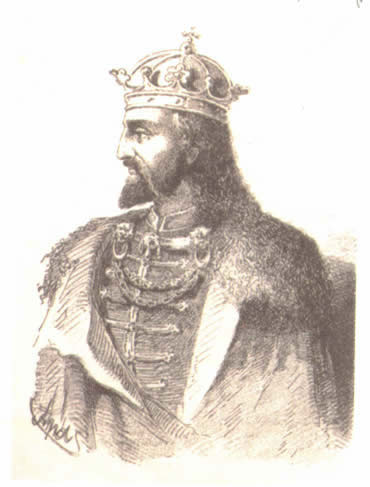
Константин Бодин 1081-1101 Король Дукли
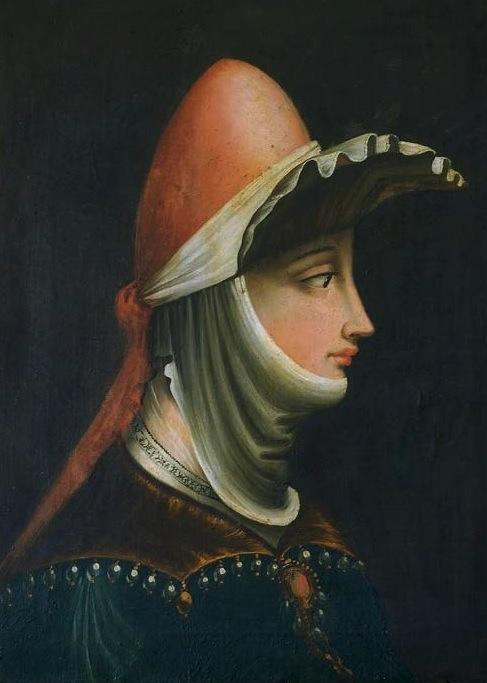
Матильда 1076-1115 Маркграфиня Тосканская
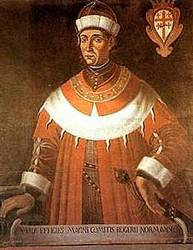
Рожер I 1072-1101 Великий граф Сицилии
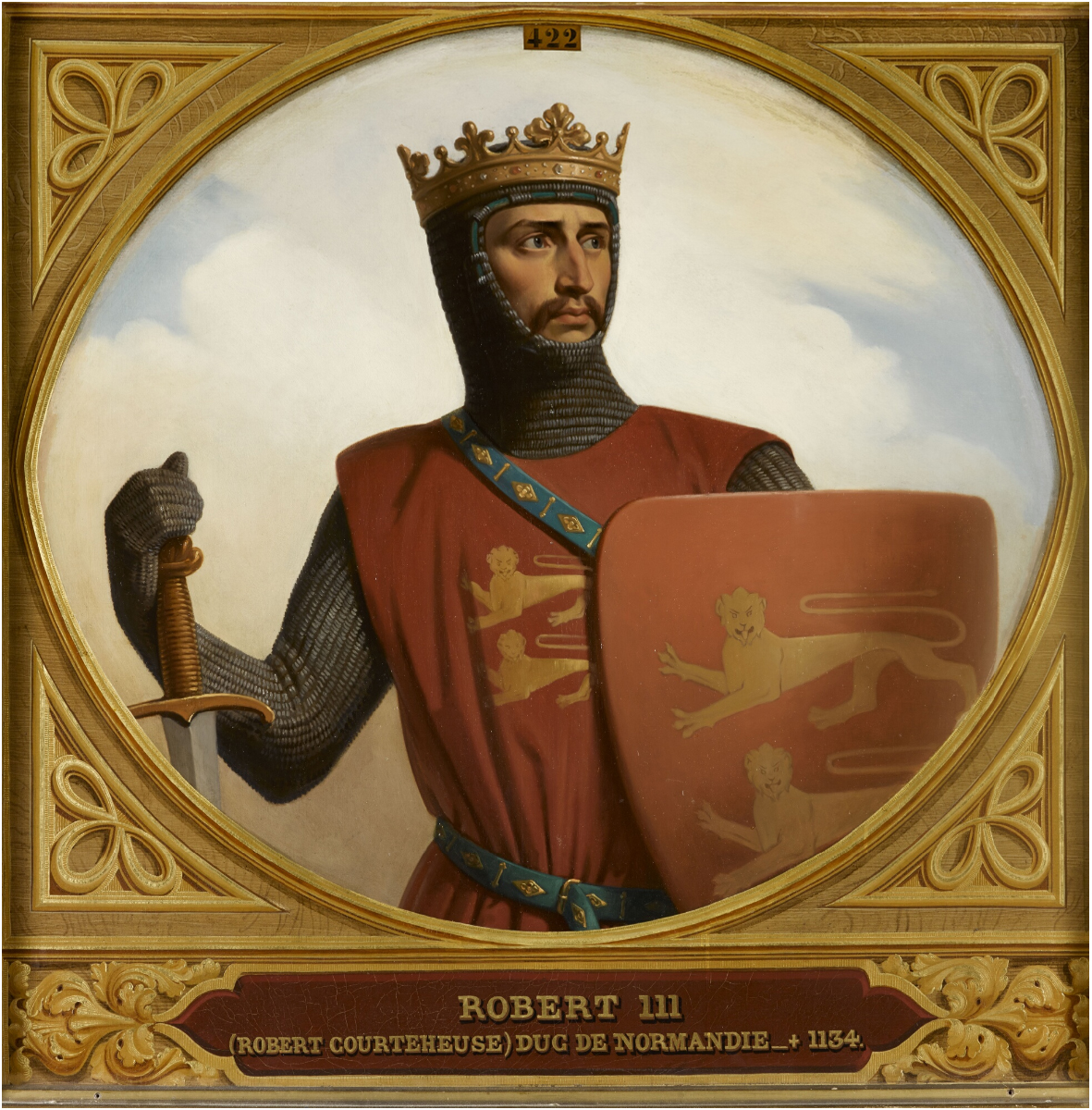
Роберт Куртгёз 1087-1106 Герцог Нормандский
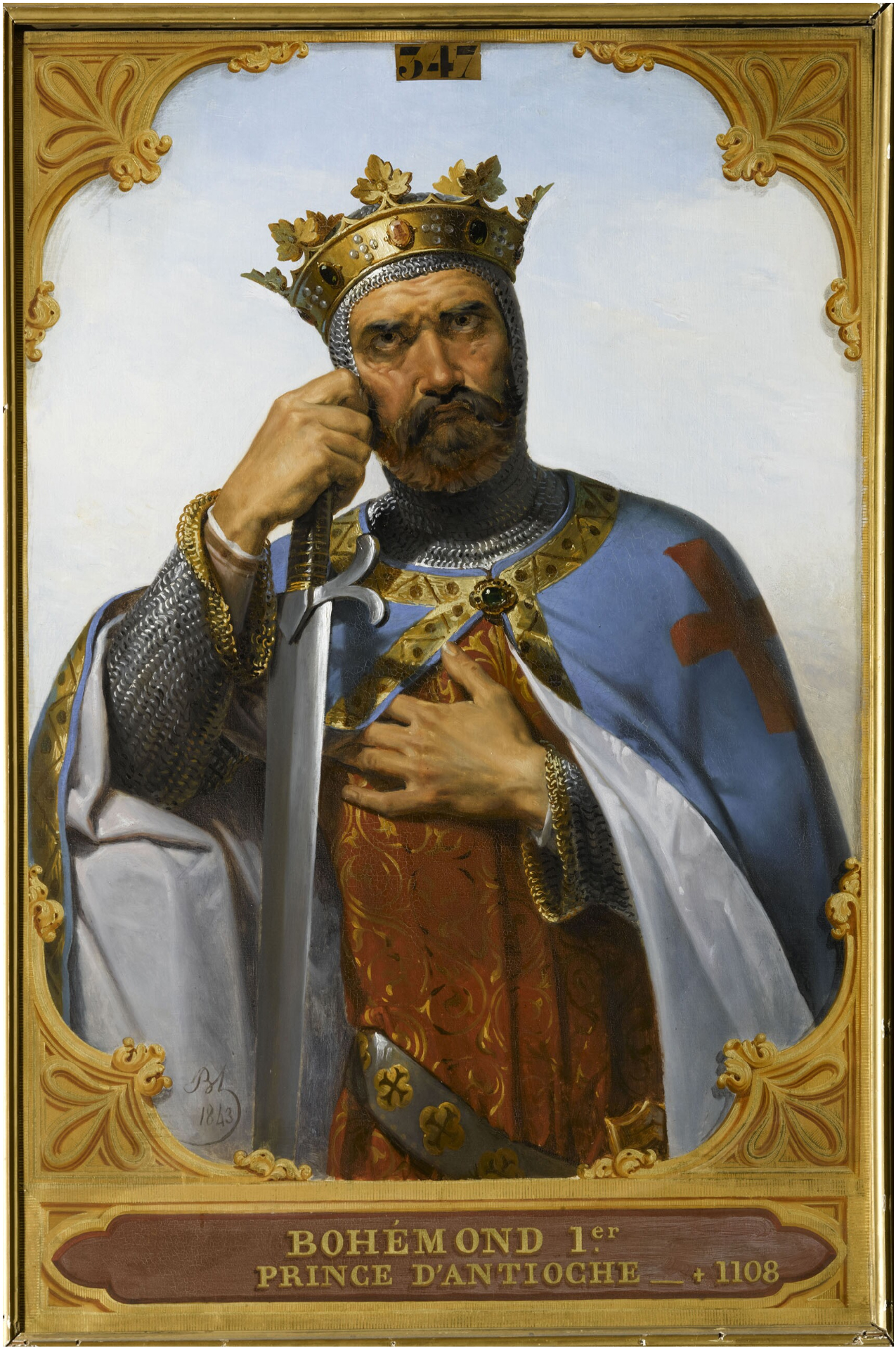
Боэмонд I 1098-1111 Князь Антиохии
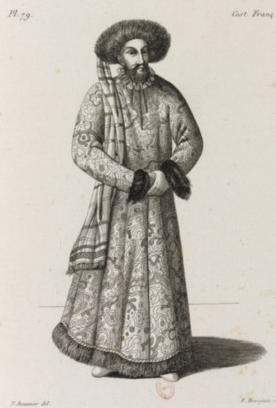
Ален IV Фержан 1084-1112 Герцог Бретани
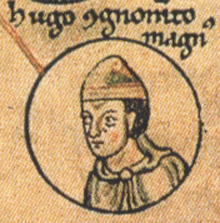
Гуго I Великий 1080-1102 Граф Вермандуа
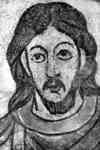
Борживой II 1100-1107, 1117-1120 Князь Чехии
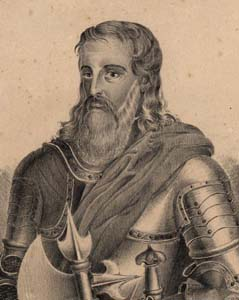
Генрих Бургундский 1093-1112 Граф Португалии
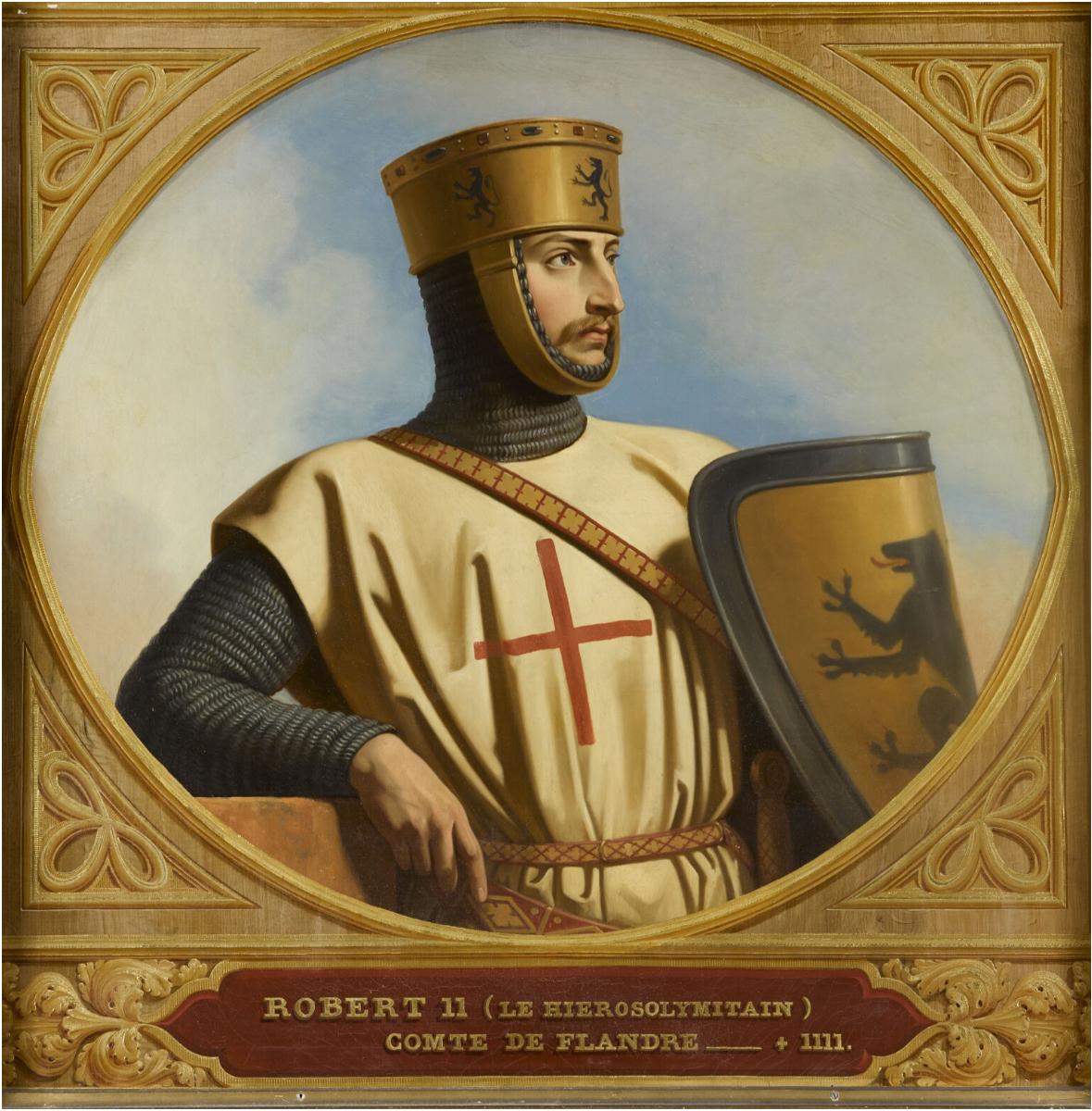
Роберт II 1093-1111 Граф Фландрский
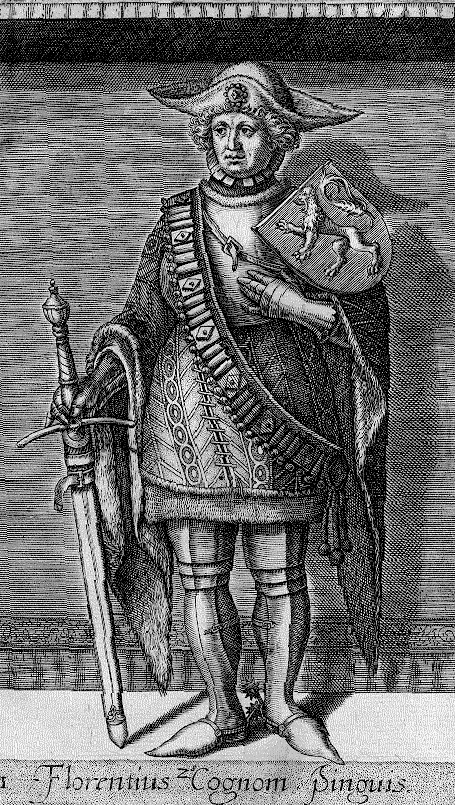
Флорис II 1091-1121 Граф Голландии
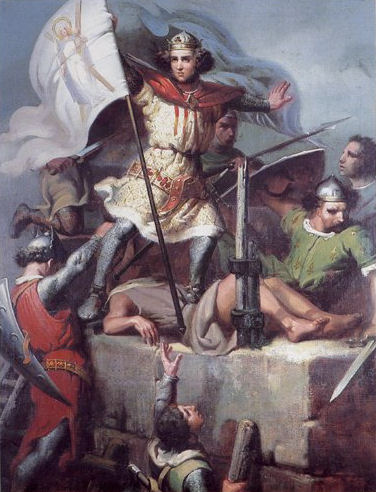
Рамон Беренгер III Великий 1097-1131 Граф Барселоны
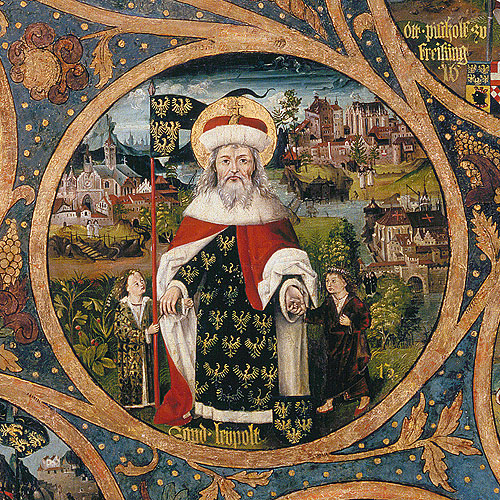
Леопольд III 1095-1136 Маркграф Австрийский
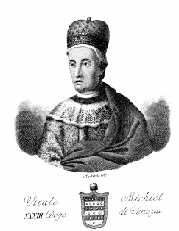
Витале I 1095-1102 Дож Венеции
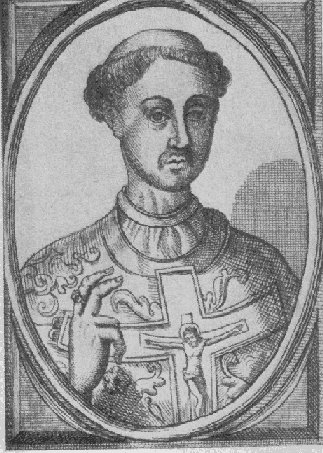
Пасхалий II 1099-1118 Папа римский